# جائزة أستراليا الكبرى 1956
جائزة أستراليا الكبرى 1956 هو سباق فورمولا 1 أقيم بتاريخ 2 ديسمبر 1956 في حلبة سباق الجائزة الكبرى في ملبورن، فيكتوريا. حلّ البريطاني ستيرلنغ موس أولا بينما جاء الفرنسي جان بيرا في المركز الثاني وحصل على المركز الثالث البريطاني بيتر وايتهيد.